# 金賞
金賞（きんしょう）は、中国の前漢時代の人物である。生年不明、紀元前42年死。侍中・奉車都尉、太僕、光禄勲を歴任した。秺侯。

## 生涯
父は武帝に信任された金日磾。武帝の死後、昭帝を後見した霍光は、娘と金賞を結婚させた。
始元2年（紀元前85年）に父をなくし、父のあとを継いで秺侯になった。当時、昭帝もまた幼く、金賞は奉車都尉として、弟の金建は駙馬都尉として、年が近い昭帝と起居をともにした。兄弟がまだ8、9歳かそれより幼い頃である。昭帝は元平元年（紀元前74年）に病死した。
地節2年（紀元前68年）の霍光の死後、宣帝の信頼を失った霍氏に謀反のきざしが見えると、金賞は妻を離縁した。霍氏は地節4年（紀元前66年）に一族が誅殺されたが、離縁した金賞は連座を免れた。
金賞は甘露4年（紀元前51年）に太僕になり、侍中を兼ねた
元帝のとき、永光元年（紀元前43年）に光禄勲になったが、翌永光2年（紀元前42年）に死んだ。子がなく、秺侯は除かれた。